# BRA Transportes Aéreos
A BRA Transportes Aéreos ou Brasil Rodo Aéreo é uma extinta companhia aérea brasileira. Fundada em agosto de 1999, encerrou as operações em 2007 e decretou falência em 2022.

## História
Fundada em 1999 pelos irmãos Humberto e Walter Folegatti, a BRA Transportes Aéreos dedicava-se inicialmente a voos charter. 
A sua primeira aeronave foi um Airbus A310-300, que era da Passaredo. A BRA (Brasil Rodo Aéreo) tinha o objetivo de competir com os ônibus interestaduais. Inicialmente começou a fazer voos fretados.
A empresa logo assinou um acordo com a Rotatur, a empresa de turismo do grupo Varig. Quando o Airbus A310-300 deixou a frota, a BRA passou a operar os Boeing 737-300 da Varig, Rio Sul e a Varig Nordeste. Em 2001 chegaram novamente aeronaves próprias, dois Boeing 737-300.
O contrato com o grupo Varig foi desfeito em meados de 2005. Em 20 de julho de 2002, a empresa recebeu um Boeing 737-400 e em Abril de 2004 a companhia recebeu um Boeing 767-300ER e passou a fazer voos fretados internacionais.
Em 2005, obteve a certificado para realização de voos regulares, quando passou a atuar sob o conceito do custo baixo.
A partir de 2005, passou a operar em voos regulares, atingindo neste ano 4,6% do mercado da aviação civil.  A Brazil Partners Ltd é formada pelo Bank of America, Darby, BBVA, Development Capital, Goldman Sachs, HBK Investments e Millennium Global Investments. Na época, o dito fundo adquiriu 20% do capital da BRA por R$ 180 milhões com a promessa de novos investimentos, que não ocorreram. Nos últimos meses, a empresa começou a passar por dificuldades financeiras e operacionais, comprometendo a manutenção das aeronaves e o serviço de bordo.
Antes da suspensão de suas operações, voava para mais de 30 destinos, com frota composta de aviões Boeing 737 e Boeing 767. No Show Aéreo de Paris de 2007 realizada no Aeroporto de Le Bourget, Paris, França, a companhia havia anunciado a compra de 40 jatos Embraer 195, e seria a primeira companhia brasileira a operar o modelo da fabricante.

### Recuperação Judicial
Devido a dificuldades financeiras, no dia 6 de novembro de 2007, a partir das 12 horas, a BRA suspendeu suas operações, demitindo todos os seus 1100 funcionários. A suspensão seria supostamente "temporária", à espera de um aporte de capital do consórcio Brazil Air Partners, que controlaria a empresa, e que permitiria a retomada das operações. Em 27 de novembro de 2007, por contingências econômicas, somadas à crise generalizada que abalava o setor, ajuizou pedido de recuperação judicial, cujo deferimento do processamento se deu em 30 de Novembro 2008.
Após a suspensão dos voos, a empresa OceanAir assumiu temporariamente alguns voos e aeronaves, de modo a atender os passageiros da BRA. Atualmente, a empresa se encontra em recuperação judicial. Sua última aeronave foi vendida para a Puma Air. Com o retorno anunciado em Dezembro de 2008, este não seria possível de imediato, uma vez que o Certificado de Homologação de Empresa de Transporte Aéreo (CHETA) havia sido suspenso pela Agência Nacional de Aviação Civil a ANAC.

### Tentativas de retorno

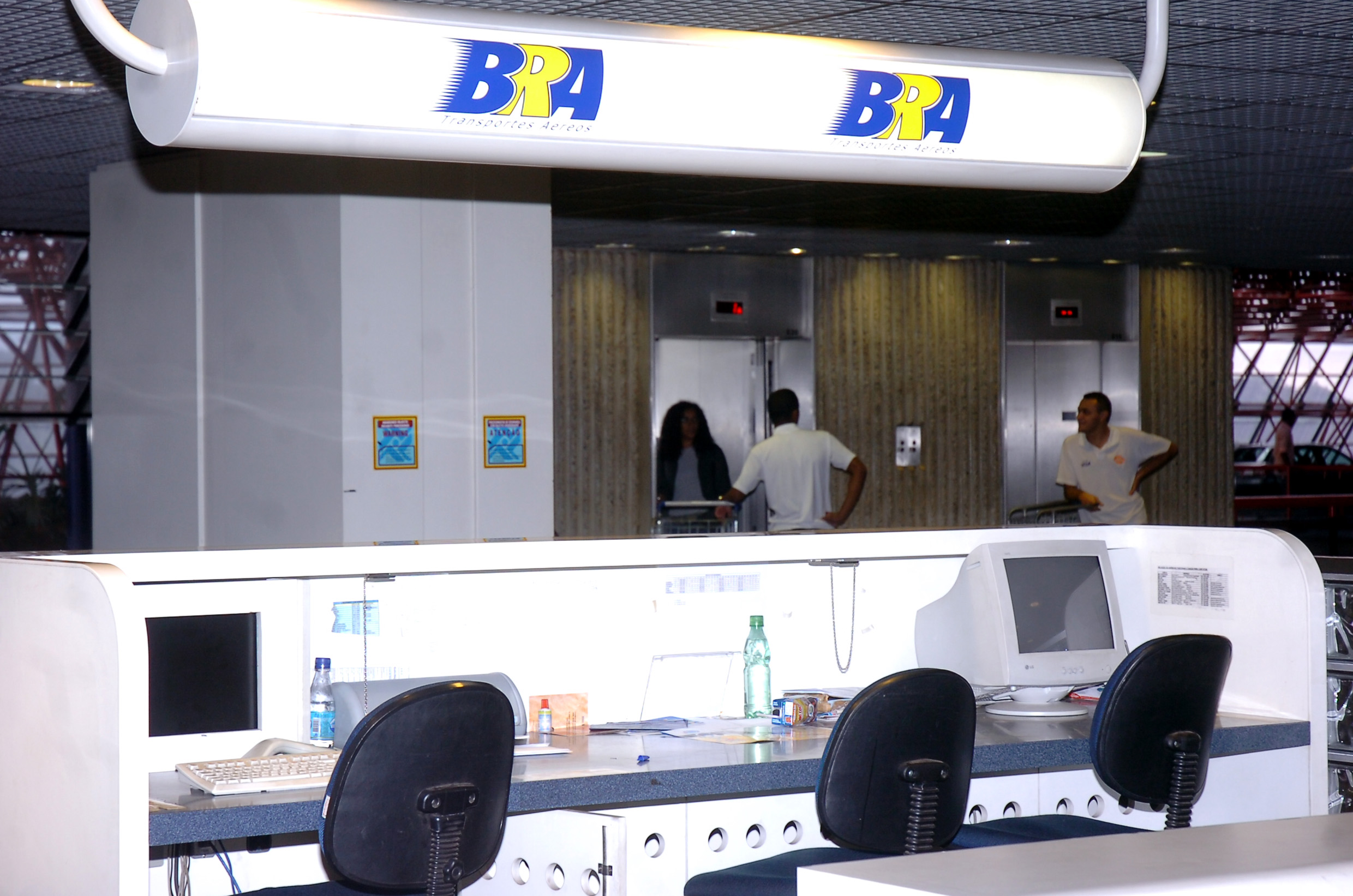
Guichê da BRA Transportes Aéreos no Aeroporto Internacional de Brasília.

Após o recebimento do "CHETA", a BRA anunciou em 16 de março de 2009, o retorno a atividades operando voos fretados para algumas cidades do país.
A empresa declarou no dia 19 de agosto de 2015 que irá iniciar novamente seus voos regulares a partir de Setembro de 2015 para 33 destinos com 23 aeronaves.
Sob a direção de Humberto Folegatti, a companhia retornou ao segmento de voos charter, operando um Boeing 737-300, ex-Gol (PR-GLK). Contudo, a empresa continua classificada como "Inoperante" pela ANAC.

## Frota

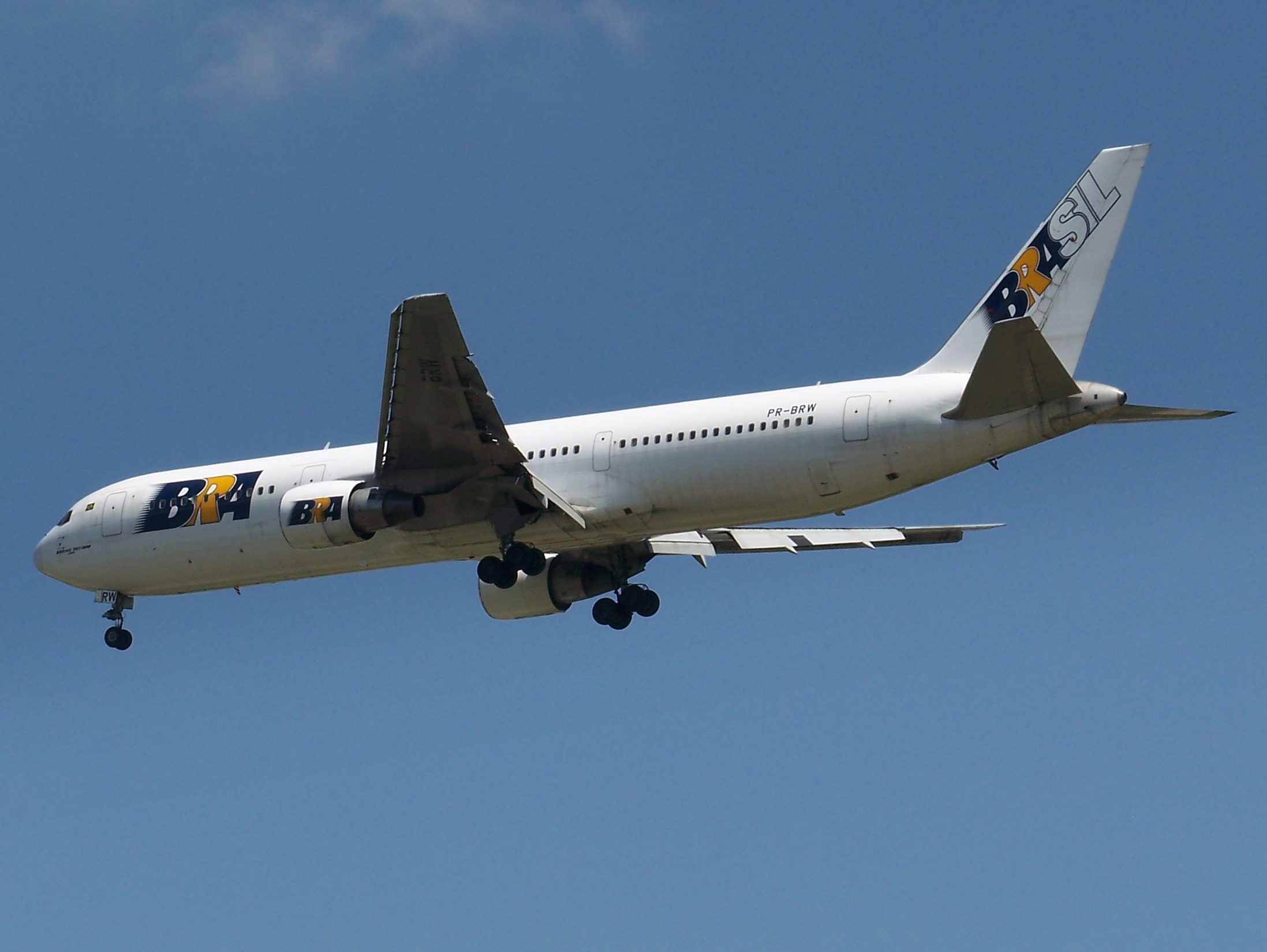
Boeing 767-300ER da BRA Transportes Aéreos aterrissando no Aeroporto Internacional de Madrid-Barajas em maio de 2007.

A frota histórica da BRA Transportes Aéreos consistia nas seguintes aeronaves:
| Aeronaves        | Quantidade | Matrículas                                                            | Anos de operação | Notas                   |
| ---------------- | ---------- | --------------------------------------------------------------------- | ---------------- | ----------------------- |
| Airbus A310-300  | 1          | PP-PSD                                                                | 1999             | Arrendado da Passaredo  |
| Boeing 737-300   | 10         | PR-BRA PR-BRB PR-BRD PR-BRE PR-BRF PR-BRG PR-BRK PR-BRY PR-GLK PT-TEH | 2000-2007        |                         |
| Boeing 737-400   | 3          | PR-BRC PR-BRH PR-BRI                                                  | 2002-2007        |                         |
| Boeing 767-200ER | 1          | PR-BRV                                                                | 2006-2007        |                         |
| Boeing 767-300ER | 1          | PR-BRW                                                                | 2004-2007        | “Flagship” da companhia |

## Rotas
A seguir, uma lista de rotas da BRA Transportes Aéreos segundo a ANAC (Agência Nacional de Aviação Civil): 
| Linhas/rotas                     | Aeronaves utilizada                                                              | Notas |
| -------------------------------- | -------------------------------------------------------------------------------- | --- |
| São Paulo (GRU) - Recife (REC)   | Airbus A310-300Boeing 737-300 Boeing 737-400 Boeing 767-300ER e Boeing 767-200ER | |
| São Paulo (GRU) - Brasília (BSB) | Airbus A310-300Boeing 737-300 Boeing 737-400 e Boeing 767-300ER                  | O Boeing 767-300ER operou essa rota uma vez, de acordo com a ANAC, por tanto, não se pode considerar periódico. |
| São Paulo (GRU) - Lisboa (LIS)   | Boeing 767-300ER e Boeing 767-200ER                                              | Rota feita na maioria das vezes com o Boeing 767-300ER.                                                         |
| São Paulo (GRU) - Madrid (MAD)   | Boeing 767-300ER                                                                 | Rota internacional mais popular.                                                                                |